# Sztepan Andrijovics Bandera

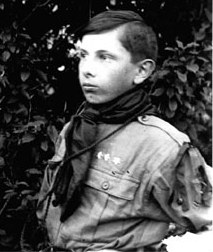
Sztepan Bandera cserkészként 1923-ban

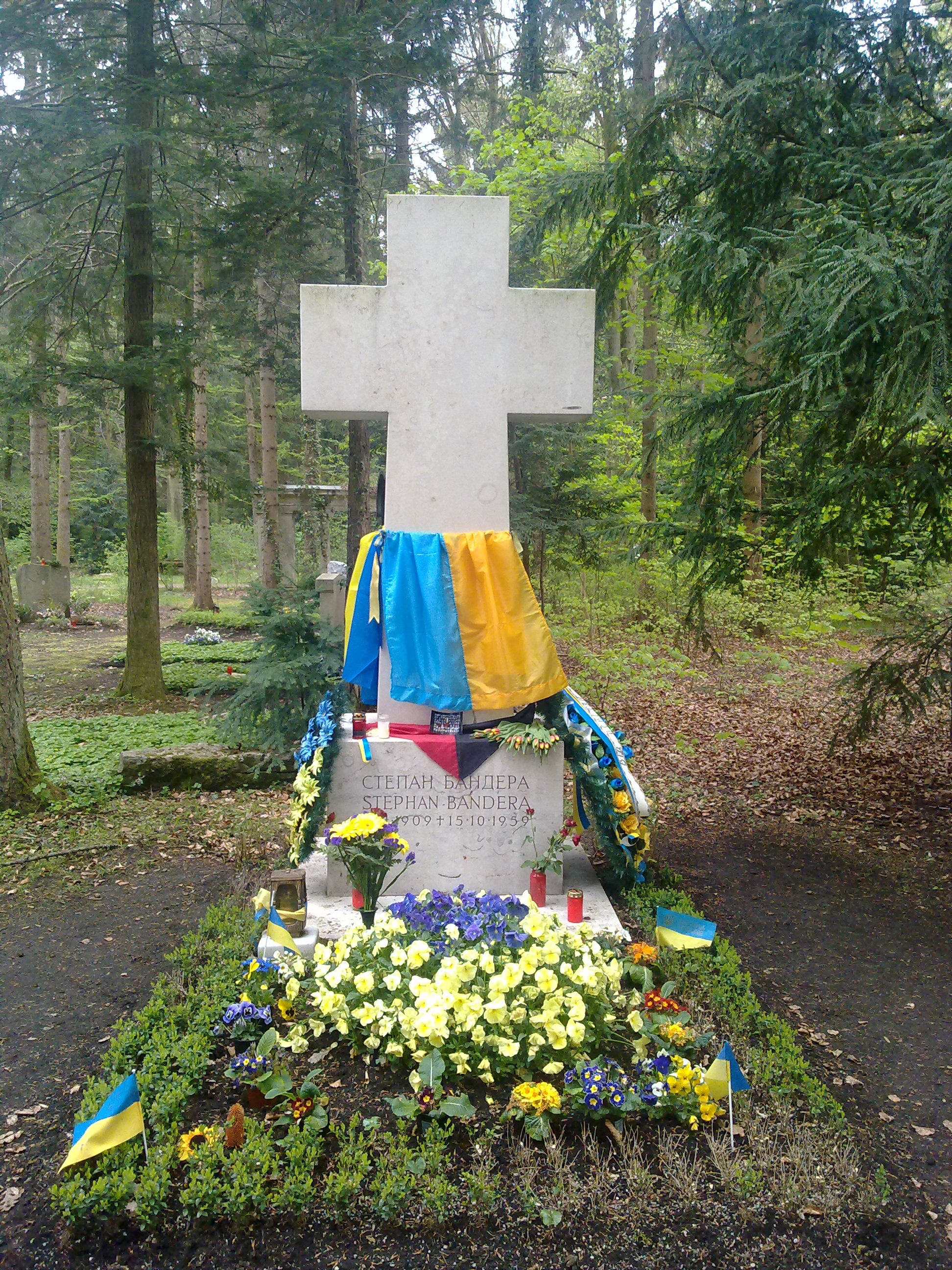
Bandera sírja a müncheni Waldfriedhofban

Sztepan Andrijovics Bandera (ukránul: Степан Андрійович Бандера; Sztarij Uhrinyiv, 1909. január 1. – München, 1959. október 15., fedőnevén: Baba) ukrán politikus, a nyugat-ukrajnai nemzeti mozgalom vezető személyisége, az Ukrán Nacionalisták Szervezete (OUN) radikális szárnyának (OUN-B) vezetője volt.
Bandera az Osztrák–Magyar Monarchiához tartozó Galíciában született. Apja ukrán görögkeleti pap volt. A Monarchia felbomlása után Lengyelországban élt. Fiatalkora óta nacionalista szervezetek tagja volt, 1924-ben belépett az Ukrán Katonai Szervezetbe (UVO), ami egy terrorszervezet volt. 1931-ben az Ukrán Nacionalisták Szervezetének (OUN) propaganda osztályának a vezetője, 1932-ben pedig az egész szervezet vezetője lett. 1934-ben részt vett a lengyel belügyminiszter elleni merényletben, amiért halálra ítélték, amit életfogytiglanra változtattak.
A börtönből 1939-ben, Lengyelország német megszállása után szabadult, átköltözve Krakkóba. 1940-től az OUN radikális frakciójának, az OUN-B-nek az élén állt.
1941. június 22-én, amikor Németország megtámadta a Szovjetuniót, megalakította az Ukrán Nemzeti Bizottságot. A bizottság vezetője, Jaroszlav Stetsko 1941. június 30-án jelentette be a független Ukrán Állam létrehozását a németek által elfoglalt Lvivben. A kiáltvány ígéretet tett a nemzetiszocialista Németországgal való együttműködésre. A németek helytelenítették a kiáltványt, és a rendelet visszavonásának megtagadása miatt Banderát más ukrán nacionalista vezetőkkel együtt a Gestapo letartóztatta, és 1944 őszéig a sachsenhauseni koncentrációs táborban tartotta fogva, a korábban létrehozott két ukrán önkéntes zászlóaljat pedig feloszlatták.
1944 szeptemberében a németek szabadon engedték, abban a reményben, hogy harcolni tud a szovjet előrenyomulás ellen. Bandera 1945 márciusában tárgyalt a nemzetiszocialistákkal az Ukrán Nemzeti Hadsereg és az Ukrán Nemzeti Bizottság létrehozásáról.
A háború után Bandera családjával Nyugat-Németországban telepedett le. 1959-ben Banderát egy KGB-ügynök meggyilkolta Münchenben.
Bandera mártírhalált szenvedett, és ma már Ukrajna nagy részén nemzeti hősnek számít.

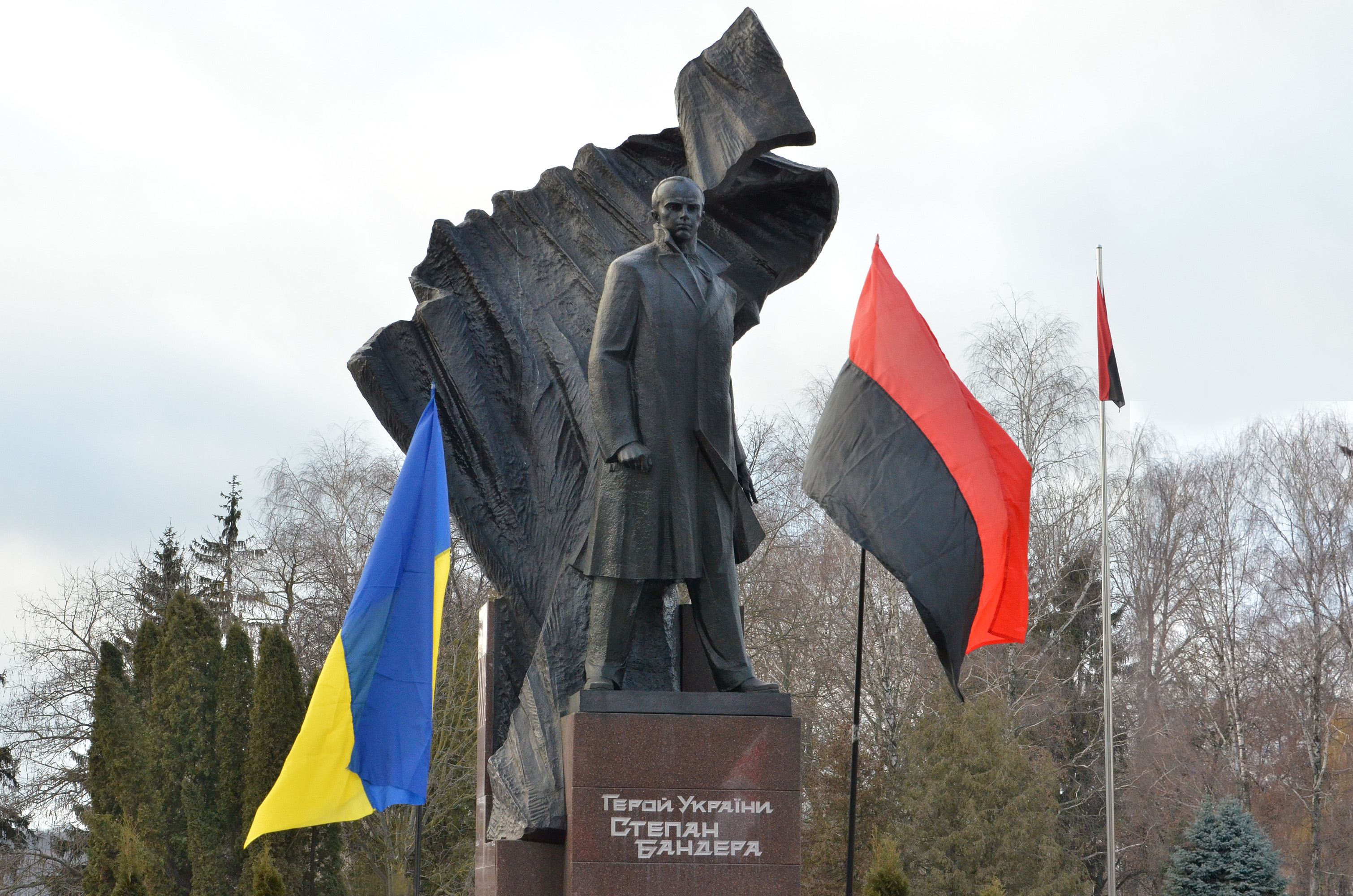
Bandera-emlékmű Ternopilban

## Életrajza

### Gyermekkora és tanulmányai
Stepan Bandera 1909. január 1-jén született a galíciai (ma: Ukrajna) Sztarij Uhrinyivben, Andrij Bandera (1882–1941) ukrán görögkatolikus egyházi pap és Miroszlava Hlodzinszka (1890–1921) gyermekeként. Banderának hét testvére, három nővére és négy fivére volt. Bandera öccsei közé tartozott Olekszandr, aki a Római Egyetemen doktorált politikai gazdaságtanból, és Vaszil, aki a Lvivi Egyetemen szerzett filozófiai diplomát. Bandera hazafias és vallásos családban nőtt fel.
Az első világháború miatt nem járt általános iskolába, és a szülei otthon tanították. Fiatal korában Bandera gyenge testalkatú volt. Énekelt egy kórusban, gitározott és mandolinozott, szívesen túrázott, kocogott, úszott, korcsolyázott, kosárlabdázott és sakkozott.

A Bandera család háza Sztarij Uhrinyivben

Ausztria-Magyarország első világháborús felbomlása után Kelet-Galícia rövid időre a Nyugat-Ukrán Népköztársaság része lett. Bandera apja, aki káplánként csatlakozott az ukrán galíciai hadsereghez, a lengyel–ukrán háborút megelőző nacionalista mozgalomban tevékenykedett, amely 1918 novembere és 1919 júliusa között vívott, és az ukrán vereséggel és Kelet-Galícia Lengyelországhoz való csatlakozásával végződött.
Mikola Mihnovszkij 1900-ban megjelent, Független Ukrajna című kiadványa nagy hatással volt Banderára. Miután 1927-ben elvégezte a sztryi ukrán középiskolát, ahol számos ifjúsági szervezetben vett részt, Bandera azt tervezte, hogy a csehszlovákiai Gazdálkodási Akadémiára megy, de vagy nem kapott útlevelet, vagy az Akadémia értesítette, hogy bezárt. 1928-ban Bandera beiratkozott a Lvivi Politechnika agronómiai szakára, annak dubljaniji intézetébe, de politikai tevékenysége és letartóztatásai miatt nem fejezte be tanulmányait.

### Fiatalkori tevékenysége
Bandera számos ukrán szervezethez kapcsolódott középiskolás korában, különösen az ukrán cserkészekhez (Plaszt) a Szokil szervezethez, és az Ukrán Középiskolák Felső Osztályainak Szervezetehéz (OVKUH).
1927-ben Bandera csatlakozott az Ukrán Katonai Szervezethez (UVO). 1929 februárjában csatlakozott az Ukrán Nacionalisták Szervezetéhez (OUN). Banderát Sztepan Ohrimovics, az ukrán ifjúsági mozgalom egyik vezetője vonzotta be a tevékenységbe.
Tanulmányai alatt földalatti és nacionalista tevékenységeknek szentelte erőfeszítéseit, amiért többször letartóztatták. Az első alkalom 1928. november 14-én történt, mert illegálisan ünnepelte a Nyugat-Ukrán Népköztársaság 10. évfordulóját; 1930-ban bátyjával, Andrijjal együtt tartóztatták le; 1932-33-ban pedig hatszor. 1932 márciusa és júniusa között három hónapot töltött börtönben Emilian Czechowski Iurii Berezynskyi által elkövetett meggyilkolásának nyomozása kapcsán.
Az 1930-as évek elején, válaszul az ukrán nacionalisták támadásaira, a lengyel hatóságok Kelet-Galíciában végrehajtották a pacifikálást az ukrán kisebbség ellen. Ez ingatlanok megsemmisüléséhez és tömeges letartóztatásokhoz vezetett.

### Az Ukrán Nacionalisták Szervezetében
Bandera 1929-ben csatlakozott az OUN-hoz, és Ohrimovics támogatásának köszönhetően gyorsan feljutott a ranglétrán, 1930-ban pedig az OUN propagandáját terjesztő részleg vezetője lett Kelet-Galíciában. Egy évvel később az egész OUN propagandaigazgatója lett. Okhrimovics halála és utódja, Ivan Habrusevics Lengyelországból való menekülése után 1931-ben ő lett a vezető jelölt a hazája végrehajtó hivatalának élére. De mivel akkoriban letartóztatásban volt, nem tudta betölteni ezt a funkciót, és szabadulása után Bohdan Kordiuk helyettese lett, aki ezt a funkciót vállalta.
A Gródek Jagielloński posta elleni támadás kudarca után Kordiuknak le kellett mondania, és Bandera de facto vette át a feladatát, amit egy 1933. június 3–6-i berlini konferencián szentesítettek.
1931. augusztus 29-én az OUN két tagja, Vaszil Bilasz és Dmitro Danilisin meggyilkolta Tadeusz Hołówko lengyel politikust. Mindkettőt halálra ítélték. A Bandera vezette OUN propaganda mártírokká tette őket, és megparancsolta az ukrán papoknak Lvivben és másutt, hogy kongassanak harangot kivégzésük napján. 1932 óta Bandera az OUN főnökasszisztense volt, és ekkortájt több "harcos egységet" irányított Lengyelországban olyan helyeken, mint Danzig szabadvárosa (Wolne Miasto Gdańsk), Drohobycz, Lwów, Stanisławów, Brzezany és Truskawiec. Bandera szorosan együttműködött Richard Yaryval, aki később Bandera pártjára állt, és segített neki megalakítani az OUN-B-t.
Bandera utasítására az OUN terrorcselekmények kampányát indította el, például postahivatalok elleni támadásokat, bombadobálást lengyel kiállításokon és rendőrgyilkosságokat, tömegkampányokat a lengyel dohány- és alkoholmonopóliumok, valamint az ukrán fiatalok ellengyelesítése ellen. 1934-ben Banderát letartóztatták Lwówban, és kétszer is bíróság elé állították: először a belügyminiszter, Bronisław Pieracki meggyilkolására irányuló összeesküvésben való részvétel miatt, másodszor pedig az OUN vezetőinek általános perében. Terrorizmusért elítélték és halálra ítélték. A halálos ítéletet életfogytiglani börtönre változtatták. A perek után Bandera az ukránok függetlenségéért harcoló forradalmár szimbólumaként vált ismertté.  A börtönben Bandera "bizonyos mértékben elszakadt az OUN diskurzusaitól", de nem volt teljesen elszigetelt az 1930-as évek végének globális politikai vitáitól, köszönhetően a cellájába szállított ukrán és más újság-előfizetéseknek.

## Megítélése

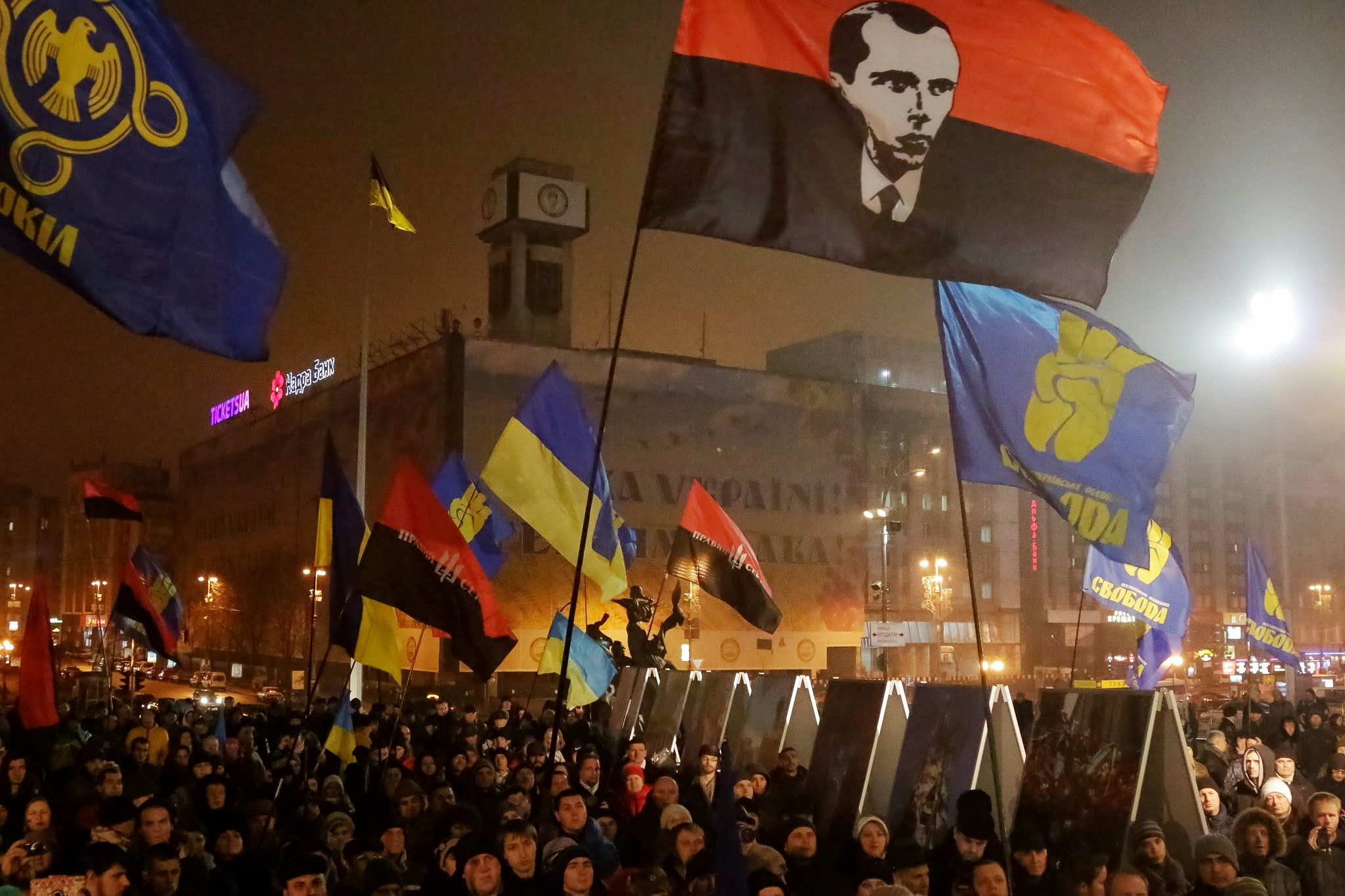
Fáklyás felvonulás Bandera születésnapjának 106. évforduláján. 2015. január 1., Kijev.

Személyének megítélése az 1991-ben függetlenné vált Ukrajnában ellentmondásos volt. Nyugat-Ukrajnában nemzeti hősnek vagy mártírhalált halt felszabadító harcosnak tartjották, míg az orosz orientációjú és szovjet nosztalgiájú keleti országrészben náci kollaboránsként tekintettek rá, akinek banderistáknak nevezett követői felelősek voltak a lengyel és zsidó civilek lemészárlásáért a második világháború alatt.

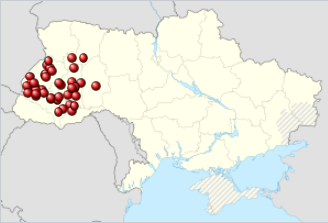
Bandera-emlékművek (összesen 42, 1991-2015)

2010. január 22-én Ukrajna elnöke, Viktor Juscsenko Ukrajna hőse posztumusz címmel tüntette ki Banderát.  Az Európai Parlament elítélte a díjat, csakúgy, mint Oroszország, Lengyelország és zsidó politikusok és szervezetek. Viktor Janukovics ukrán elnök törvénytelennek nyilvánította a díjat, mivel Bandera soha nem volt Ukrajna állampolgára, ami szükséges a díj megszerzéséhez. Ezt a bejelentést egy 2010. áprilisi bírósági határozat is megerősítette.
Bandera kultusza 2022-ben Oroszország ukrajnai invázióját követően tett szert további jelentőségre.